# ゲオルク・タイグル
ゲオルク・タイグル（Georg Teigl 、1991年2月9日 - ）は、オーストリア・ウィーン出身の元プロサッカー選手。現役時代のポジションは、ミッドフィールダー。

## 経歴

### ザルツブルク
2009年6月、レッドブル・ザルツブルクに加入。2011年4月16日、SKシュトゥルム・グラーツ戦でブンデスリーガデビュー。その後、クラブと3年契約を交わした。10月2日のFKアウストリア・ウィーン戦で初ゴール。

### ライプツィヒ
2014年1月14日、RBライプツィヒに移籍、2015年夏までの契約を結んだ。9月28日のフォルトゥナ・デュッセルドルフ戦で初ゴール。

## タイトル
レッドブル・ザルツブルク
- オーストリア・ブンデスリーガ: 2011–12
- オーストリア・カップ: 2011–12